# Brysselkål

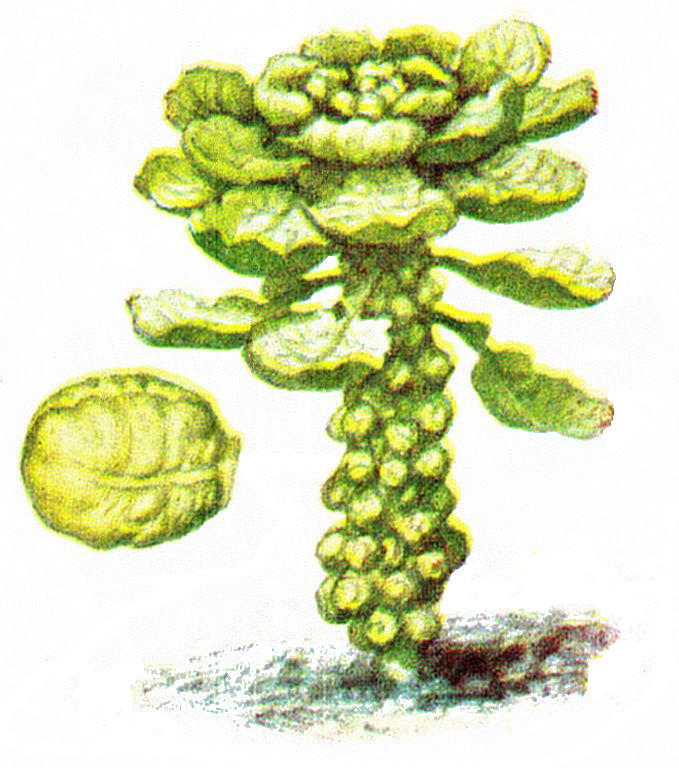
Brysselkål.

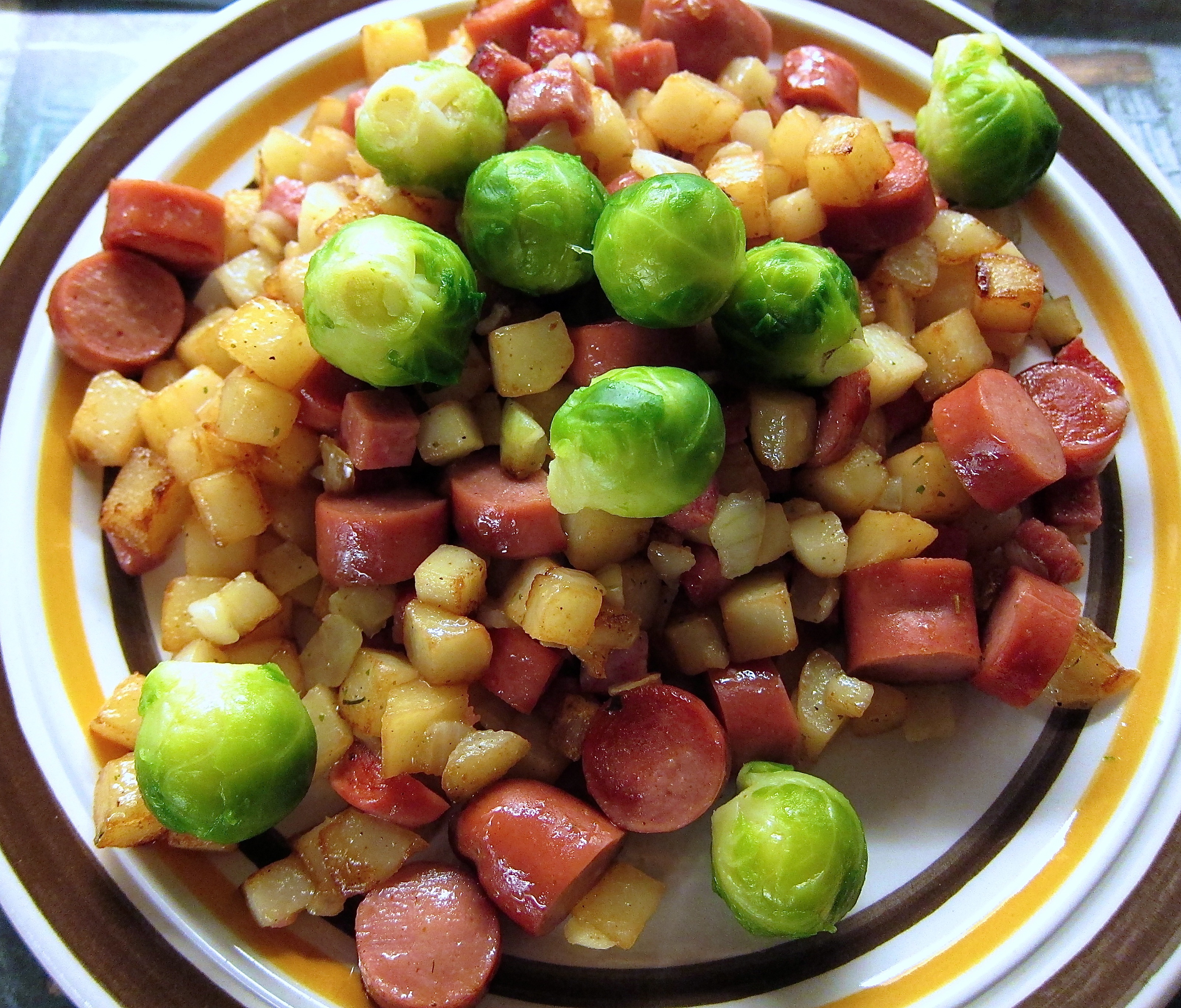
Brysselkål i pyttipanna.

Brysselkål, ibland även kallad rosenkål, är en kålsort med många små huvuden på samma stjälk. Den odlades ursprungligen i Belgien och kom att uppkallas efter huvudstaden Bryssel.
Brysselkål blir ungefär 70–80 centimeter hög och två till tre år gammal. Det är efter det första året som brysselkålen utvecklar sina näringsrika sidoknoppar som används som mat.